# Neto Berola
Neto Berola, pseudonimo di Sosthenes José Santos Salles (Buerarema, 18 novembre 1987), è un calciatore brasiliano, attaccante dell'Ituano.

## Carriera

### Atlético Mineiro
Il 1º maggio 2010 l'Atlético Mineiro ufficializza il suo acquisto dal Vitória, club nel quale aveva giocato 24 partite, realizzando 4 gol.
Con il "Galo", ha esordito il 28 maggio 2011, in trasferta contro l'Avaí (partita terminata 1-3 per l'Atlético).
Il suo primo gol arriva invece il 12 giugno 2011, in Bahia-Atlético Mineiro 1-1 (nella stessa partita, all'87', arriva anche la sua prima espulsione).

## Palmarès
- Campionato Baiano: 1

Vitória : 2010
- Campionato Mineiro: 2

Atlético Mineiro : 2012, 2013